# Nowa Dęba (gmina)
Nowa Dęba [ˈnɔva ˈdɛmba] est une commune urbaine-rurale de la voïvodie des Basses-Carpates et du powiat de Tarnobrzeg. Elle s'étend sur 142,52 km2 et comptait 18 197 habitants en 2010.